# کونن استیونز
کونن استیونز (انگلیسی: Conan Stevens) یک کشتی‌گیر، بدل‌کار، هنرپیشه و نویسنده اهل استرالیا است.
از فیلم‌ها یا برنامه‌های تلویزیونی که وی در آن نقش داشته است می‌توان به بازی تاج و تخت، از چاندی چوک به چین، درونا و هابیت: یک سفر غیرمنتظره اشاره کرد.